# Élections fédérales canadiennes de 2021 en Ontario
Les élections fédérales canadiennes de 2021 en Ontario ont lieu le 20 septembre 2021, comme dans le reste du Canada. La province est représentée par 121 députés à la Chambre des communes, soit le même nombre que lors des élections fédérales canadiennes de 2019 en Ontario.

## Résultats par parti

### Résultats généraux
| Parti                    | Parti                                               | Voix       | %     | +/-           | Sièges | +/-           |
| ------------------------ | --------------------------------------------------- | ---------- | ----- | ------------- | ------ | ------------- |
|                          | Parti libéral (PLC)                                 | 2 532 446  | 39,26 | 2,2           | 78     | 1             |
|                          | Parti conservateur (PCC)                            | 2 249 485  | 34,87 | 1,69          | 37     | 1             |
|                          | Nouveau Parti démocratique (NPD)                    | 1 151 788  | 17,85 | 1,07          | 5      | 1             |
|                          | Parti populaire (PPC)                               | 352 076    | 5,46  | 3,87          | 0      | en stagnation |
|                          | Parti vert (PVC)                                    | 143 218    | 2,22  | 3,97          | 1      | 1             |
|                          | Indépendants                                        | 8 580      | 0,13  | 0,29          | 0      | en stagnation |
|                          | Parti de l'héritage chrétien (PHC)                  | 4 229      | 0,07  | 0,06          | 0      | en stagnation |
|                          | Libertarien                                         | 2 164      | 0,03  | 0,04          | 0      | en stagnation |
|                          | Parti communiste                                    | 1 521      | 0,02  | 0,01          | 0      | en stagnation |
|                          | Parti marxiste-léniniste (PCC-ML)                   | 1 376      | 0,02  | en stagnation | 0      | en stagnation |
|                          | Parti pour la protection des animaux                | 1 260      | 0,02  | 0,01          | 0      | en stagnation |
|                          | Parti rhinocéros (Rhino)                            | 931        | 0,01  | 0,01          | 0      | en stagnation |
|                          | Libre (en)                                          | 839        | 0,01  | Nv            | 0      | Nv            |
|                          | Centriste                                           | 555        | 0,01  | Nv            | 0      | Nv            |
|                          | Alliance National des Citoyens (en)                 | 357        | 0,01  | Nv            | 0      | Nv            |
|                          | Parti de la coalition des anciens combattants (CAC) | 262        | 0     | 0,04          | 0      | en stagnation |
|                          | Marijuana                                           | 130        | 0     | 0,01          | 0      | en stagnation |
|                          | Nationaliste (en)                                   | 52         | 0     | Nv            | 0      | Nv            |
|                          |                                                     |            |       |               |        |               |
| Suffrages exprimés       | Suffrages exprimés                                  | 6 451 269  |       |               |        |               |
| Votes blancs ou nuls     |                                                     |            |       |               |        |               |
| Total                    | Total                                               |            | 100   | -             | 121    | en stagnation |
| Abstention               |                                                     |            |       |               |        |               |
| Inscrits / participation | Inscrits / participation                            | 10 437 524 |       |               |        |               |

### Élus
| Circonscriptions                                 | Député sortant | Député sortant          | Député gagnant          | Député gagnant          |
| ------------------------------------------------ | -------------- | ----------------------- | ----------------------- | ----------------------- |
| Ajax                                             |                | Mark Holland            | Mark Holland            | Mark Holland            |
| Algoma—Manitoulin—Kapuskasing                    |                | Carol Hughes            | Carol Hughes            | Carol Hughes            |
| Aurora—Oak Ridges—Richmond Hill                  |                | Leona Alleslev          |                         | Leah Taylor Roy         |
| Baie de Quinte                                   |                | Neil Ellis              |                         | Ryan Williams           |
| Barrie—Innisfil                                  |                | John Brassard           | John Brassard           | John Brassard           |
| Barrie—Springwater—Oro-Medonte                   |                | Doug Shipley            | Doug Shipley            | Doug Shipley            |
| Beaches—East York                                |                | Nathaniel Erskine-Smith | Nathaniel Erskine-Smith | Nathaniel Erskine-Smith |
| Brampton-Est                                     |                | Maninder Sidhu          | Maninder Sidhu          | Maninder Sidhu          |
| Brampton-Nord                                    |                | Ruby Sahota             | Ruby Sahota             | Ruby Sahota             |
| Brampton-Ouest                                   |                | Kamal Khera             | Kamal Khera             | Kamal Khera             |
| Brampton-Sud                                     |                | Sonia Sidhu             | Sonia Sidhu             | Sonia Sidhu             |
| Brampton-Centre                                  |                | Ramesh Sangha           |                         | Shafqat Ali             |
| Brantford—Brant                                  |                | Phil McColeman          |                         | Larry Brock             |
| Bruce—Grey—Owen Sound                            |                | Alex Ruff               | Alex Ruff               | Alex Ruff               |
| Burlington                                       |                | Karina Gould            | Karina Gould            | Karina Gould            |
| Cambridge                                        |                | Bryan May               | Bryan May               | Bryan May               |
| Carleton                                         |                | Pierre Poilievre        | Pierre Poilievre        | Pierre Poilievre        |
| Chatham-Kent—Leamington                          |                | Dave Epp                | Dave Epp                | Dave Epp                |
| Davenport                                        |                | Julie Dzerowicz         | Julie Dzerowicz         | Julie Dzerowicz         |
| Don Valley-Est                                   |                | Yasmin Ratansi          |                         | Michael Coteau          |
| Don Valley-Nord                                  |                | Han Dong                | Han Dong                | Han Dong                |
| Don Valley-Ouest                                 |                | Rob Oliphant            | Rob Oliphant            | Rob Oliphant            |
| Dufferin—Caledon                                 |                | Kyle Seeback            | Kyle Seeback            | Kyle Seeback            |
| Durham                                           |                | Erin O'Toole            | Erin O'Toole            | Erin O'Toole            |
| Eglinton—Lawrence                                |                | Marco Mendicino         | Marco Mendicino         | Marco Mendicino         |
| Elgin—Middlesex—London                           |                | Karen Vecchio           | Karen Vecchio           | Karen Vecchio           |
| Essex                                            |                | Chris Lewis             | Chris Lewis             | Chris Lewis             |
| Etobicoke-Centre                                 |                | Yvan Baker              | Yvan Baker              | Yvan Baker              |
| Etobicoke-Nord                                   |                | Kirsty Duncan           | Kirsty Duncan           | Kirsty Duncan           |
| Etobicoke—Lakeshore                              |                | James Maloney           | James Maloney           | James Maloney           |
| Flamborough—Glanbrook                            |                | David Sweet             |                         | Dan Muys                |
| Glengarry—Prescott—Russell                       |                | Francis Drouin          | Francis Drouin          | Francis Drouin          |
| Guelph                                           |                | Lloyd Longfield         | Lloyd Longfield         | Lloyd Longfield         |
| Haldimand—Norfolk                                |                | Vacant                  |                         | Leslyn Lewis            |
| Haliburton—Kawartha Lakes—Brock                  |                | Jamie Schmale           | Jamie Schmale           | Jamie Schmale           |
| Hamilton Mountain                                |                | Scott Duvall            |                         | Lisa Hepfner            |
| Hamilton-Centre                                  |                | Matthew Green           | Matthew Green           | Matthew Green           |
| Hamilton-Est—Stoney Creek                        |                | Bob Bratina             |                         | Chad Collins            |
| Hamilton-Ouest—Ancaster—Dundas                   |                | Filomena Tassi          | Filomena Tassi          | Filomena Tassi          |
| Hastings—Lennox and Addington                    |                | Derek Sloan             |                         | Shelby Kramp-Neuman     |
| Humber River—Black Creek                         |                | Judy Sgro               | Judy Sgro               | Judy Sgro               |
| Huron—Bruce                                      |                | Ben Lobb                | Ben Lobb                | Ben Lobb                |
| Kanata—Carleton                                  |                | Karen McCrimmon         |                         | Jenna Sudds             |
| Kenora                                           |                | Eric Melillo            | Eric Melillo            | Eric Melillo            |
| King—Vaughan                                     |                | Deb Schulte             |                         | Anna Roberts            |
| Kingston et les Îles                             |                | Mark Gerretsen          | Mark Gerretsen          | Mark Gerretsen          |
| Kitchener-Centre                                 |                | Raj Saini               |                         | Mike Morrice            |
| Kitchener-Sud—Hespeler                           |                | Marwan Tabbara          |                         | Valerie Bradford        |
| Kitchener—Conestoga                              |                | Harold Albrecht         |                         | Tim Louis               |
| Lambton—Kent—Middlesex                           |                | Lianne Rood             | Lianne Rood             | Lianne Rood             |
| Lanark—Frontenac—Kingston                        |                | Scott Jeffrey Reid      | Scott Jeffrey Reid      | Scott Jeffrey Reid      |
| Leeds—Grenville—Thousand Islands et Rideau Lakes |                | Michael Barrett         | Michael Barrett         | Michael Barrett         |
| London-Centre-Nord                               |                | Peter Fragiskatos       | Peter Fragiskatos       | Peter Fragiskatos       |
| London-Ouest                                     |                | Kate Young              |                         | Arielle Kayabaga        |
| London—Fanshawe                                  |                | Lindsay Mathyssen       | Lindsay Mathyssen       | Lindsay Mathyssen       |
| Markham—Stouffville                              |                | Mary Ng                 | Mary Ng                 | Mary Ng                 |
| Markham—Thornhill                                |                | Mark Holland            | Mark Holland            | Mark Holland            |
| Markham—Unionville                               |                | Bob Saroya              |                         | Paul Chiang             |
| Milton                                           |                | Adam van Koeverden      | Adam van Koeverden      | Adam van Koeverden      |
| Mississauga-Centre                               |                | Omar Alghabra           | Omar Alghabra           | Omar Alghabra           |
| Mississauga-Est—Cooksville                       |                | Peter Fonseca           | Peter Fonseca           | Peter Fonseca           |
| Mississauga—Erin Mills                           |                | Iqra Khalid             | Iqra Khalid             | Iqra Khalid             |
| Mississauga—Lakeshore                            |                | Sven Spengemann         | Sven Spengemann         | Sven Spengemann         |
| Mississauga—Malton                               |                | Navdeep Bains           |                         | Iqwinder Gaheer         |
| Mississauga—Streetsville                         |                | Gagan Sikand            |                         | Rechie Valdez           |
| Nepean                                           |                | Chandra Arya            | Chandra Arya            | Chandra Arya            |
| Newmarket—Aurora                                 |                | Tony Van Bynen          | Tony Van Bynen          | Tony Van Bynen          |
| Niagara Falls                                    |                | Tony Baldinelli         | Tony Baldinelli         | Tony Baldinelli         |
| Niagara-Centre                                   |                | Vance Badawey           | Vance Badawey           | Vance Badawey           |
| Niagara-Ouest                                    |                | Dean Allison            | Dean Allison            | Dean Allison            |
| Nickel Belt                                      |                | Marc Serré              | Marc Serré              | Marc Serré              |
| Nipissing—Timiskaming                            |                | Anthony Rota            | Anthony Rota            | Anthony Rota            |
| Northumberland—Peterborough-Sud                  |                | Philip Lawrence         | Philip Lawrence         | Philip Lawrence         |
| Oakville                                         |                | Anita Anand             | Anita Anand             | Anita Anand             |
| Oakville-Nord—Burlington                         |                | Pam Damoff              | Pam Damoff              | Pam Damoff              |
| Orléans                                          |                | Marie-France Lalonde    | Marie-France Lalonde    | Marie-France Lalonde    |
| Oshawa                                           |                | Colin Carrie            | Colin Carrie            | Colin Carrie            |
| Ottawa-Centre                                    |                | Catherine McKenna       |                         | Yasir Naqvi             |
| Ottawa-Ouest—Nepean                              |                | Anita Vandenbeld        | Anita Vandenbeld        | Anita Vandenbeld        |
| Ottawa-Sud                                       |                | David McGuinty          | David McGuinty          | David McGuinty          |
| Ottawa—Vanier                                    |                | Mona Fortier            | Mona Fortier            | Mona Fortier            |
| Oxford                                           |                | Dave MacKenzie          | Dave MacKenzie          | Dave MacKenzie          |
| Parkdale—High Park                               |                | Arif Virani             | Arif Virani             | Arif Virani             |
| Parry Sound—Muskoka                              |                | Scott Aitchison         | Scott Aitchison         | Scott Aitchison         |
| Perth—Wellington                                 |                | John Nater              | John Nater              | John Nater              |
| Peterborough—Kawartha                            |                | Maryam Monsef           |                         | Michelle Ferreri        |
| Pickering—Uxbridge                               |                | Jennifer O'Connell      | Jennifer O'Connell      | Jennifer O'Connell      |
| Renfrew—Nipissing—Pembroke                       |                | Cheryl Gallant          | Cheryl Gallant          | Cheryl Gallant          |
| Richmond Hill                                    |                | Majid Jowhari           | Majid Jowhari           | Majid Jowhari           |
| Sarnia—Lambton                                   |                | Marilyn Gladu           | Marilyn Gladu           | Marilyn Gladu           |
| Sault Ste. Marie                                 |                | Terry Sheehan           | Terry Sheehan           | Terry Sheehan           |
| Scarborough-Centre                               |                | Salma Zahid             | Salma Zahid             | Salma Zahid             |
| Scarborough-Nord                                 |                | Shaun Chen              | Shaun Chen              | Shaun Chen              |
| Scarborough-Sud-Ouest                            |                | Bill Blair              | Bill Blair              | Bill Blair              |
| Scarborough—Agincourt                            |                | Jean Yip                | Jean Yip                | Jean Yip                |
| Scarborough—Guildwood                            |                | John McKay              | John McKay              | John McKay              |
| Scarborough—Rouge Park                           |                | Gary Anandasangaree     | Gary Anandasangaree     | Gary Anandasangaree     |
| Simcoe-Nord                                      |                | Bruce Stanton           |                         | Adam Chambers           |
| Simcoe—Grey                                      |                | Terry Dowdall           | Terry Dowdall           | Terry Dowdall           |
| Spadina—Fort York                                |                | Adam Vaughan            |                         | Kevin Vuong             |
| St. Catharines                                   |                | Chris Bittle            | Chris Bittle            | Chris Bittle            |
| Stormont—Dundas—South Glengarry                  |                | Eric Duncan             | Eric Duncan             | Eric Duncan             |
| Sudbury                                          |                | Paul Lefebvre           |                         | Viviane Lapointe        |
| Thornhill                                        |                | Peter Kent              |                         | Melissa Lantsman        |
| Thunder Bay—Rainy River                          |                | Marcus Powlowski        | Marcus Powlowski        | Marcus Powlowski        |
| Thunder Bay—Supérieur-Nord                       |                | Patricia Hajdu          | Patricia Hajdu          | Patricia Hajdu          |
| Timmins—Baie James                               |                | Charlie Angus           | Charlie Angus           | Charlie Angus           |
| Toronto-Centre                                   |                | Marci Ien               | Marci Ien               | Marci Ien               |
| Toronto—Danforth                                 |                | Julie Dabrusin          | Julie Dabrusin          | Julie Dabrusin          |
| Toronto—St. Paul's                               |                | Carolyn Bennett         | Carolyn Bennett         | Carolyn Bennett         |
| University—Rosedale                              |                | Chrystia Freeland       | Chrystia Freeland       | Chrystia Freeland       |
| Vaughan—Woodbridge                               |                | Francesco Sorbara       | Francesco Sorbara       | Francesco Sorbara       |
| Waterloo                                         |                | Bardish Chagger         | Bardish Chagger         | Bardish Chagger         |
| Wellington—Halton Hills                          |                | Michael Chong           | Michael Chong           | Michael Chong           |
| Whitby                                           |                | Ryan Turnbull           | Ryan Turnbull           | Ryan Turnbull           |
| Willowdale                                       |                | Ali Ehsassi             | Ali Ehsassi             | Ali Ehsassi             |
| Windsor-Ouest                                    |                | Brian Masse             | Brian Masse             | Brian Masse             |
| Windsor—Tecumseh                                 |                | Irek Kusmierczyk        | Irek Kusmierczyk        | Irek Kusmierczyk        |
| York-Centre                                      |                | Ya'ara Saks             | Ya'ara Saks             | Ya'ara Saks             |
| York-Sud—Weston                                  |                | Ahmed Hussen            | Ahmed Hussen            | Ahmed Hussen            |
| York—Simcoe                                      |                | Scot Davidson           | Scot Davidson           | Scot Davidson           |